# Jaromír Dvořák
Jaromír Dvořák (4. července 1931, Olomouc – 4. října 2004, tamtéž) byl český vysokoškolský profesor a marxisticky orientovaný literární historik.

## Život
Narodil se v rodině důstojníka Československé armády, matka byla rakouského původu. Po maturitě na Slovanském gymnáziu vystudoval v letech 1950–1955 na Filozofické fakultě Univerzity Palackého v Olomouci (dále jen FF UP) bohemistiku a filozofii. Na fakultě začal vyučovat již od studentských let, nejprve jako asistent (od roku 1954), pak jako odborný asistent (od roku 1960), od roku 1968 jako docent a roku 1982 byl jmenován profesorem pro obor dějiny nové české literatury. V letech 1974–1984 byl vedoucím katedry bohemistiky a slavistiky a v letech 1985–1990 vedoucím katedry teorie a řízení kultury. V letech 1969–1972 zastával funkci proděkana FF UP.
Od roku 1961 od roku 1973 byl tajemníkem a pak do roku 1991 vedoucím Uměnovědného střediska Bedřicha Václavka ustanoveného při FF UP. V letech 1972–1982 souběžně vedl Kabinet Zdeňka Nejedlého při Ústavu pro českou literaturu Československé akademie věd.
Debutoval roku 1955 ve Sborníku Vysoké školy pedagogické v Olomouci. Přispíval do literárních časopisů ( Host do domu, Kulturní měsíčník, Literární měsíčník, Tvorba a další) i do denního tisku. Odborné práce publikoval ve vědeckých periodikách. Podílel se na redakci spisů Bedřicha Václavka, S. K. Neumanna a Zdeňka Nejedlého. Jako literární historik se nejdéle zabýval právě Zdeňkem Nejedlým a na základě řady dílčích studií napsal monografickou práci Zdeněk Nejedlý a nová česká literatura, vytvořenou podle hledisek marxisticky pojatého historismu.
Od roku 1958 byl členem KSČ. V souvislosti s politickými změnami po roce 1989 odešel roku 1991 jako ideologicky nežádoucí vysokoškolský pedagog do důchodu. Zemřel v roce 2004 a je pohřben v rodinné hrobce na kroměřížském hřbitově.

## Výběrová bibliografie
- Bedřich Václavek v Olomouci a jeho boj proti fašismu (1960).
- Zdeněk Nejedlý a nová česká literatura (1978).
- Tradice a současnost (1980), literárněvědné a literárně kulturní studie z let 1955–1976.
- K demokratickým a internacionalistickým tradicím slavistiky (1982).
- Bezručovské studie (1982).
- Čtyřicet let rozvoje socialistické kultury v Severomoravském kraji (1985)
- Z kulturní historie Olomouce (1989).
- Občan Ludwig van Beethoven a jeho Missa solemnis (1990).
- Tvůrčí osobnost Óndry Łysohorského (1990).
- Z dějin literatury a kultury na Moravě (1991).